# Upplands runinskrifter 55
Upplands runinskrifter 55 är ett försvunnet vikingatida runstensfragment i Ekeby, Bromma församling, Stockholm och Stockholms kommun. Richard Dybeck beskrev, på 1800-talets andra hälft, att runstenen stod "i en åker nära den bäck, som rinner mellan Kyrksjön och Ulfsundaviken". Ristningen var skadad, förmodligen av eld, och stenen är numera försvunnen.

## Inskriften
Translitterering av runraden:
[... (s)un · sin ...]
Normalisering till runsvenska:
... sun sinn ...
Översättning till nusvenska:
... sin son ...